# 2018–2019-es UEFA Nemzetek Ligája (egyenes kieséses szakasz)
A 2018–2019-es UEFA Nemzetek Ligájának egyenes kieséses szakaszát 2019. június 5. és június 9. között játszották Portugáliában. Az egyenes kieséses szakaszban a Nemzetek Ligája A ligájának négy csoportgyőztese vett részt. A győztes nyeri a 2018–2019-es UEFA Nemzetek Ligáját.

## Lebonyolítás
Az egyenes kieséses szakasz 4 mérkőzésből állt: két elődöntő, a bronzmérkőzés és a döntő. Az elődöntők párosítását, valamint a bronzmérkőzés és a döntő hivatalos pályaválasztóját 2018 december 3-án, 14.30-kor sorsolták Dublinban.
Az elődöntőket június 5-én és 6-án, a bronzmérkőzést és a döntőt június 9-én játszották. A mérkőzéseken használták a gólbíró-technológiát.
A továbbjutásról, illetve a döntőben a győztesről egy-egy mérkőzés döntött. Döntetlen esetén a rendes játékidő után 30 perc hosszabbítást játszottak, ha ezután is döntetlen maradt az eredmény, akkor büntetőpárbaj következett. A hosszabbításban további egy cserelehetőség volt.

## Pénzdíjazás
A pénzdíjakat 2018 márciusában jelentették be.
Az A liga négy csoportgyőztese, amelyek az egyenes kieséses szakaszba jutnak, az alábbi pénzjutalomban részesülnek:
- Győztes: 4,5 millió euró
- Második helyezett: 3,5 millió euró
- Harmadik helyezett: 2,5 millió euró
- Negyedik helyezett: 1,5 millió euró

## Résztvevők
| Csoport | Csapat     | Részvételi jog megszerzése |
| ------- | ---------- | -------------------------- |
| A1      | Hollandia  | 2018. november 19.         |
| A2      | Svájc      | 2018. november 18.         |
| A3      | Portugália | 2018. november 17.         |
| A4      | Anglia     | 2018. november 18.         |

## Rendező kiválasztása
Az egyenes kieséses szakasz mérkőzéseit két stadionban rendezték, mindkettőnek legalább 30 000 férőhellyel kellett rendelkeznie. Ideális esetben mindkettőnek ugyanabban a városban kellett lennie, vagy legfeljebb 150 km távolságban.
Az UEFA 2018. március 9-én jelentette be, hogy Olaszország, Lengyelország és Portugália érdeklődött a rendezés iránt. Mindhárom csapat ugyanabban a csoportban szerepelt, így a csoportgyőztes Portugália az egyenes kieséses szakasz rendezője. A rendezőt hivatalosan 2018. december 3-án választotta ki az UEFA Végrehajtó Bizottsága.

## Ágrajz
|  |            |            |           |               |   |            |            |       |
|  | Elődöntők  | Elődöntők  | Elődöntők |               |   | Döntő      | Döntő      | Döntő |
|  | Elődöntők  | Elődöntők  | Elődöntők |               |   | Döntő      | Döntő      | Döntő |
|  | június 5.  |            |           |               |   |            |            |       |
|  |            |            |           |               |   |            |            |       |
|  | Portugália | Portugália | 3         |               |   |            |            |       |
|  | Portugália | Portugália | 3         | június 9.     |   |            |            |       |
|  | Svájc      | Svájc      | 1         |               |   |            |            |       |
|  | Svájc      | Svájc      | 1         |               |   | Portugália | Portugália | 1     |
|  | június 6.  |            |           |               |   | Portugália | Portugália | 1     |
|  |            |            | Hollandia | Hollandia     | 0 |            |            |       |
|  | Hollandia  | Hollandia  | Hollandia | Hollandia     | 0 | 3          |            |       |
|  | Hollandia  | Hollandia  |           |               |   |            |            |       |
|  | Anglia     | Anglia     | 1         |               |   |            |            |       |
|  | Anglia     | Anglia     | 1         | Bronzmérkőzés |   |            |            |       |
|  |            |            |           |               |   |            |            |       |
|  | június 9.  |            |           |               |   |            |            |       |
|  |            |            |           |               |   |            |            |       |
|  | Svájc      | Svájc      | 0 (5)     |               |   |            |            |       |
|  | Svájc      | Svájc      | 0 (5)     |               |   |            |            |       |
|  | Anglia     | Anglia     | 0 (6)     |               |   |            |            |       |
|  | Anglia     | Anglia     | 0 (6)     |               |   |            |            |       |

## Elődöntők
| 2019. június 5. 20:45 (19:45 UTC+1) |

| Portugália          | 3–1   | Svájc                    |
| ------------------- | ----- | ------------------------ |
| Ronaldo 25' 88' 90' | (1–0) | Rodríguez 57' (11-esből) |

| Estádio do Dragão, Porto Játékvezető: Felix Brych (német) |

| 2019. június 6. 20:45 (19:45 UTC+1) |

| Hollandia                                  | 3–1 (h. u.)                 | Anglia                  |
| ------------------------------------------ | --------------------------- | ----------------------- |
| De Ligt 73' Walker 97' (öngól) Promes 114' | (0–1, 1–1, 3–1) Jegyzőkönyv | Rashford 32' (11-esből) |

| Estádio D. Afonso Henriques, Guimarães Nézőszám: 25 711 Játékvezető: Clément Turpin (francia) |

## Bronzmérkőzés
| 2019. június 9. 20:45 (19:45 UTC+1) |

| Svájc                                | 0–0 (h. u.) | Anglia                                        |
| ------------------------------------ | ----------- | --------------------------------------------- |
|                                      | Jegyzőkönyv |                                               |
| Büntetőpárbaj                        |             |                                               |
| Zuber Xhaka Akanji Mbabu Schär Drmić | 5–6         | Maguire Barkley Sancho Sterling Pickford Dier |

| Estádio D. Afonso Henriques, Guimarães Nézőszám: 15 742 Játékvezető: Ovidiu Hațegan (román) |

## Döntő
| 2019. június 9. 20:45 (19:45 UTC+1) |

| Portugália | 1–0               | Hollandia |
| ---------- | ----------------- | --------- |
| Guedes 60' | (0–0) Jegyzőkönyv |           |

| Estádio do Dragão, Porto Nézőszám: 43 199 Játékvezető: Alberto Undiano Mallenco (spanyol) |